# Alex Lindqvist
Alexander "Alex" Robin Anders Lindqvist född 12 februari 1991 i Sundbyberg, är en svensk basketspelare (forward) från Södertälje BBK, men ursprungligen från Täby Basket. Han är 2,05 meter lång.
I februari 2007 var Alex Lindqvist nedbjuden till ett träningsläger hos den spanska proffsklubben Unicaja Malagas juniorlag. Han var delaktig i den svenska niondeplatsen under U20-EM i Bilbao och gjorde 2011 landslagsdebut på seniornivå i EM-kvalet mot Vitryssland.
Alex Lindqvist har spelat i Svenska basketligan för Solna Vikings säsongerna 2009/10 och 2010/11 och med Södertälje Kings säsongerna 2011/12 och 2012/13. Han spelar säsong 2013/14 i Nässjö Basket.

## Fotnoter
1. ↑  Alex Lindqvist är 2,05 meter lång enligt Svenska Basketbollförbundets och Eurobaskets webbplatser, men 2,03 meter lång enligt Nässjö Basket, Södertälje Kings och Eurobasket2013.[1][2][3][4][5]